# Samsung Galaxy S20

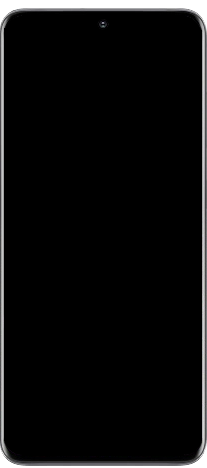
Samsung Galaxy S20

Samsung Galaxy S20 – smartfon z serii urządzeń Galaxy południowokoreańskiej firmy Samsung. Telefon zaprezentowano 12 lutego 2020 roku wraz z modelami Galaxy S20+ i Galaxy S20 Ultra.
Telefon Galaxy S20 może łączyć się z siecią 5G. Smartfon wspiera pasmo Sub-6 (do 6GHz). Wersje S20+ i S20 Ultra mogą wykorzystywać pasma Sub-6 i mmWave.
Samsung Galaxy Note 20 Ultra 5G (N986F), dodatkowo posiada nową ochronę wyświetlacza Gorilla Glass, 7 generacji, która zapewnia większą wytrzymałość i bezpieczeństwo w porównaniu do starszych modeli.

## Samsung Galaxy S20
| Wyświetlacz | 6,2” Quad HD+ Dynamic AMOLED 2X, Wyświetlacz Infinity-O 3200 x 1440 (563 ppi), Certyfikat HDR10+, Wsparcie dla odświeżania 120Hz |
| Aparaty     | Tył: - 12 MP F2.2 (Ultraszerokokątny) - 12 MP F1.8 (Szerokokątny) Dual OIS, AF: Dual Pixel, - 64 MP F2.0 (Teleobiektyw) Dual OIS, Live Focus Video, Super Steady Przód: 10 MP F2.2 Autofocus: Dual Pixel 1.4 + 0.8 + 0.8 um pikseli |
| Procesor    | Exynos 990 |
| Obudowa     | 69,1 x 151,7 x 7,9 mm, 163 g |
| Pamięć      | 128 GB ROM, 8 GB RAM Karta microSD do 1 TB* pojemności |
| Bateria     | 4000 mAh, Superszybkie ładowanie 25 W***, USB Typ-C |

## Samsung Galaxy S20 Plus
| Wyświetlacz | 6.7“ (20:9) 3200 x 1440 Quad HD+ (525 ppi) Dynamic AMOLED 2X |
| Aparaty     | Tył: - 12 MP F2.2 (Ultraszerokokątny) - 12 MP F1.8 (Szerokokątny) Dual OIS, AF: Dual Pixel, - 64 MP F2.0 (Teleobiektyw) Dual OIS, Obiektyw głębi, Live Focus Video, Super Steady Przód: 10 MP F2.2 Autofocus: Dual Pixel 1.4 + 0.8 + 0.8 um pikseli |
| Procesor    | Octa-core Exynos 990 |
| Obudowa     | 161,9 x 73,7 x 7,8 mm, 186 g |
| Pamięć      | 128 GB ROM, RAM: 12 GB wersja 5G / 8 GB wersja 4G Karta microSD do 1 TB* pojemności |
| Bateria     | 4500 mAh, superszybkie ładowanie 25 W***, USB Typ-C |

## Samsung Galaxy S20 Ultra
| Wyświetlacz | 6.9” (20:9) 3200 x 1440 Quad HD+ (511 ppi) Dynamic AMOLED 2X |
| Aparaty     | Tył: - 12 MP F2.2 (Ultraszerokokątny) - 108 MP F1.8 (Szerokokątny) Dual OIS, AF: Dual Pixel, - 48 MP F3.5 (Teleobiektyw) Dual OIS, Obiektyw głębi, Live Focus Video, Super Steady Przód: 40 MP F2.2 Autofocus: Dual Pixel (główny) 1.4 + 0.8 + 0.8 um pikseli |
| Procesor    | Octa-core Exynos 990 |
| Obudowa     | 76,0 x 166,9 x 8,8 mm, 220 g |
| Pamięć      | 128 GB ROM, 12 GB RAM Karta microSD do 1 TB* pojemności |
| Bateria     | 5000 mAh, Superszybkie ładowanie 45 W***, USB Typ-C |